# Балбиани, Анхелес
Анхелес Балбиани Мореа (исп. Ángeles Balbiani Morea) — аргентинская актриса

 и фотомодель, наиболее известная ролью Фелиситас Митре в телесериале «Мятежный дух».

## Ранние годы
Анхелес родилась 7 августа 1981 года в Буэнос-Айресе (Аргентина). Работала моделью с трёх лет. (недоступная ссылка) Балбиани училась в Университете драматических искусств в Буэнос-Айресе, когда получила свою первую роль в сериале «Мятежный дух».

## Телевизионная карьера
В 2002 году Анхелес получила свою первую роль в сериале Крис Морены «Мятежный дух». Благодаря этой роли Балбиани стала признанной телеактрисой во многих странах мира, в том числе в странах Восточной и Южной Европы, в Израиле и Латинской Америке.
В одном эпизоде «Мятежного духа» она исполнила песню «Inmortal» группы Erreway. Также Анхелес была танцовщицей на концертах Erreway.
В 2004 году она получила роль Софии в другом сериале Крис Морены — Флорисьента. Затем она сделала паузу в своей карьере из-за замужества и беременности.

## Личная жизнь
Родители Балбиани развелись, когда ей было девять, мать позже вышла замуж за мужчину по имени Хавьер. У Балбиани есть старшая сестра, Барбара, старший брат, Хосе Мануэль, и два младших брата, Родриго и Марциаль.
Анхелес Балбиани вышла замуж за Феликса Мальоне 16 июня 2007 года в Буэнос-Айресе. В 2007 году она родила своего первого ребёнка, имя которого Бенхамин.
Балбиани в настоящее время заканчивает обучение журналистике..

## Фильмография
- Мятежный дух (2002—2003) — Фелиситас Митре
- Флорисьента (2004) — София